# Steve Lillywhite
Steve Lillywhite (Londra, 15 marzo 1955) è un produttore discografico britannico.

## Biografia
Entra nell'industria discografica nel 1972, nella casa discografica Polygram con la quale produce un demo per gli Ultravox, per poi passare successivamente alla Island Records. Gli saranno affidati i nuovi musicisti della nascente new wave.
Nel 1980 produce Peter Gabriel (III) che si rivela interessante soprattutto per il suo suono aggressivo. Nello stesso anno contribuisce all'album di debutto degli ancora sconosciuti U2, Boy. Lillywhite produrrà per i quattro irlandesi anche October e War, i quali saranno il trampolino di lancio verso il successo planetario del gruppo.
Contemporaneamente lavora anche con Simple Minds, The Psychedelic Furs, Big Country, Toyah, Talking Heads, i Rolling Stones, gli XTC e Annifrid Lyngstad, nota con il nome d'arte di Frida ed ex componente degli ABBA.
Negli anni successivi collaborerà con altri artisti, tra i quali The Pogues (il cui brano Fairytale of New York è cantato con la moglie, Kirsty MacColl), Morrissey, Travis. Agli inizi del nuovo millennio riprende a produrre lavori discografici per gli U2, vincendo grazie a questi anche dei Grammy Award con i singoli Beautiful Day e Walk On. Nel 2006, grazie a How to Dismantle an Atomic Bomb, nuovo album realizzato con Bono e soci, Lillywhite si aggiudica altri tre Grammy.
Ha lavorato con i Thirty Seconds to Mars e Flood, producendo alcuni pezzi del terzo album della band This Is War.
Nel 2010 ha lavorato con i Beady Eye, la band formata da Liam Gallagher, ex Oasis. Il gruppo ha pubblicato il disco Different Gear, Still Speeding il 28 febbraio 2011.

## Vita privata
È stato sposato con la cantante Kirsty MacColl, producendo anche alcuni dei suoi album.